# Джеймс Блант
Джеймс Блант (англ. James Blunt; справжнє ім'я — Джеймс Гі́ліер Бла́унт (англ. James Hillier Blount); нар. 22 лютого 1974 року, Тидворт, Велика Британія) — англійський співак та музикант.
Джеймс Блант піднявся на вершину слави у 2004 році з випуском свого дебютного альбому Back to Bedlam, досягнувши всесвітньої популярності із синглами "You're Beautiful" та "Goodbye My Lover". Було продано понад 11 мільйонів екземплярів цього альбому по всьому світі, він займав високі позиції у британському UK Albums Chart і вийшов на другу позицію у США. Пісня "You're Beautiful" займала перше місце у Великій Британії, США та десятках інших країн. Back to Bedlam був найпродаванішим альбомом 2000-х років у Великій Британії.  
Блант продав понад 20 мільйонів записів в усьому світі. Він отримав декілька нагород, у тому числі дві Brit Awards вигравши у номінації Best British Male у 2006 р., дві нагороди MTV Video Music Awards та дві нагороди Айвор Новело, а також отримав п'ять номінацій на премію Grammy Award.  
Джеймс Блант був розвідувальником у Life Guards, кавалерійському полку Британської армії, а також служив під проводом НАТО у період війни в Косові в 1999 році.  

## Біографія
Джеймс народився в сім'ї військового британського полковника Чарльза Блаунта та його дружини Джейн. Дитинство його пройшло в Англії, на Кіпрі та в Німеччині, де служив батько, офіцер Корпусу армійської авіації. Пристрасть батька передалося синові, і в 16 років Джеймс отримує ліцензію пілота. Джеймс, спонсорований армією , вступає до Бристольського університету на факультет авіабудування. Після закінчення був зобов'язаний не менше 4 років відслужити у війську.

### Служба в армії
Джеймс пройшов підготовку в Королівській Військовій Академії Сандхерст, був молодшим лейтенантом у лейб-гвардійському кавалерійському полку, де дослужився до звання капітана . Одним з його перших завдань було призначення на британську базу підготовки Саффілд в Канаді. Там його батальйон 1998 року проходив піврічний курс бойової підготовки.
1999 року під час бомбардувань Югославії Блант командував танковим підрозділом у військах НАТО на македонсько-югославському кордоні. Він очолював передовий загін KFOR, що увійшов до столиці Косово, після російських десантників, а пізніше організував безпеку Приштини у складі 30 тисячного контингенту миротворчих сил.
Джеймс звільнився з армії 1 жовтня 2002 року, прослуживши 6 років .

## Музична кар'єра

### Рання кар'єра
Все почалося з того, що Джеймс вирішив навчитися грати на піаніно. Він брав уроки гри на фортепіано та скрипці, а також спробував грати на електрогітарі. Потім його взяли у шкільний мюзикл. Він обожнював Queen і Dire Straits. У 14 років Джеймс підбирав на гітарі мелодії Нірвани, а незабаром почав писати власні пісні.
Дисертація Джеймса Бланта в Бристольському університеті мала назву «Коммодіфікація іміджу - виробництво популярного ідола». Одним з його джерел був Саймон Фріт, соціолог і рок-критик, який очолював лаву суддів Mercury Music Prize з 1992 р., а пізніше провів лекційний тур під назвою "Непопулярні та неприємні думки, натхнені роботою Джеймса Бланта". У часи служби в армії Джеймс Блант писав пісні у вільний час. Заступник вокаліста та співавтор пісень запропонувала йому звернутися до менеджера Елтона Джона, Тодда Інтерланд, з яким вона колись мешкала. Інтерланд повідомив HitQuarters, що слухав демоверсію Бланта по дорозі додому, і після того, як почув трек «Goodbye My Lover», різко зупинився і подзвонив за номером мобільного телефону, який був вказаний на компакт-диску, щоб домовитись про зустріч з Блантом.
Патрулюючи околиці Приштини, він навіть у танку не розлучався зі своєю гітарою.
В один з небагатьох моментів затишшя він написав пісню «No Bravery», заключну композицію з альбому «Back to Bedlam».
2002 року, озброївшись кількома демозаписами вельми сумнівної якості, Джеймс залишив армію, щоб присвятити весь свій час музиці. Він почав використовувати сценічний псевдонім "Blunt" частково для легшого написання; "Blount" вимовляється точно так само, і залишається його офіційним прізвищем. Незабаром після армії Джеймс був залучений до музичних видавців EMI та до Twenty-First Artists. Лінда Перрі, яка на початку 2003 року випустила власну позначку Custard Records, почула рекламну стрічку Бланта під час відвідування Лондона, і незабаром після того, як почула його виступ в прямому ефірі на South by Southwest Music Festival. Тієї ж ночі вона зробила йому пропозицію і через кілька днів вони підписали контракт. Через місяць Джеймс поїхав до Лос-Анджелеса, щоб зустрітися з продюсером Томом Ротроком.
Незабаром він підписав контракт з її студією звукозапису Custard Records.
Нарешті, 2003 року Джеймс Блант вирушив до Каліфорнії записувати свій перший альбом. Ночами він пропадав у нічних клубах, а вдень весь свій час присвячував роботі над платівкою разом із Томом Ротроком, продюсером Елтона Джона.
Джеймс Блант встановив новий світовий рекорд висоти, на якій коли-небудь відбувалися концерти. Як повідомляє The Sun, 29 червня 2010 року співак зіграв акустичний концерт на борту Boeing 767 на висоті 42000 футів, або майже 13 кілометрів.

### Some Kind of Trouble: 2010–2013
Третій альбом Бланта, Some Kind of Trouble, вийшов 8 листопада 2010 року. Альбом дебютував 4 номером у Британії, і саме тоді було продано більше ніж 100,000 його копій. Перший сингл "Stay the Night" побачив світ 27 жовтня 2010 року. Пісня зайняла вищі позиції у Європі ніж в Британії: 2 місце у європейському чарті European Airplay Chart 5 тижнів поспіль і лише 37 у топ-40 Великої Британії. Другий сингл альбому "So Far Gone" випустили 3 січня 2011 року в Британії, а третій("If Time Is All I Have") 4 квітня 2011 року. Загальне сприйняття критиків було неоднозначним, наприклад, Allmusic висловив позитивний відгук про те, що "Some Kind of Trouble є кроком у правильному напрямку для Бланта, рухом до любовних пісень без жодних претензій", тоді як BBC Music повідомили: "Some Kind of Trouble в жодному разі не є жахливим синглом, але має трохи сенсу те, що Блант просунувся, і стільки ж сенсу має те, що це не нічого не змінить по суті його справи".
Станом на лютий 2011 року обсяг продажів у світі становить понад мільйон примірників.

### Moon Landing: 2013–2017
Четвертий альбом Джеймса Бланта Moon Landing побачив світ 18 жовтня 2013 року. Головний сингл "Bonfire Heart" дебютував 6 номером перш ніж зайняв 4 позицію в британському чаті UK Singles Chart вже наступного тижня. Пісня займала перші позиції в Австралії, Німеччині, Швейцарії та Австрії, а також ввійшла у топ-10 в деяких інших країнах.
16 вересня 2014 року Блант підтвердив на своїй офіційній сторінці в інстаграмі, що альбом "Moon Landing" випустять вже 3 листопада 2014. Новою версією назви альбому стала Moon Landing – Apollo Edition, який включав 19 треків: 11 з першої версії, 3 бонусних треки("Telephone", "Kiss This Love Goodbye", and "Hollywood") і 5 нових треків("Smoke Signals", "When I Find Love Again", "Breathe", "Trail of Broken Hearts", and "Working it Out"). Новий трек "When I Find Love Again") випустили у той самий день, коли вперше презентували на радіо BBC's Radio 2. Офіційне відео на пісню "When I Find Love Again" вийшло 14 жовтня 2014 року. Нова версія альбому також містить 19 відео DVD записаних наживо протягом виступів Бланта у 2014 році під час фестивалю Paléo.
3 травня 2015 року Джеймс Блант підтвердив, що замінить Ронана Кітінга у сьомому сезоні The X Factor Australia. До нього приєднався американський рок-музикант Кріс Айзек і судді Гай Себастіан і Данні Міноуг.

### The Afterlove: 2017–дотепер
2 лютого 2016, Джеймс Блант оголосив, що робота над його п'ятим альбомом тільки почалася.
13 грудня 2016 року він оголосив в Twitter, що випустить новий альбом "The Afterlove" в 2017 році, а перед тим сингл "Love Me Better" (27 січня 2017 року).
24 березня 2017 р. "The Afterlove" вийшов у форматах компакт-дисків та вінілу, а також став доступний в iTunes, Google Play та потокових сервісах, як-от Apple Music та Spotify. 

## Особисте життя

Джеймс Блант і його дружина Софія на нагородженні NRJ Music Awards 2013.

Основна резиденція Бланта знаходиться на Ібіці. Він також володіє приватним будинком у швейцарському місті Верб'є, який він придбав у лютому 2007 року, і має там підйомник, названий на його честь. 2012 року Блант, Карл Фоґарті та Лоуренс Даллаліо відкрили ресторан "La Vache" у верхній частині підйомника. 
6 вересня 2014 року Джеймс Блант одружився з Олександрію (Софією) Уелслі, внучкою 8-го герцога Веллінгтона. 9 жовтня 2015 року було виявлено, що пара очікує на першу дитину. На Оксфордському зібранні на початку червня 2016 року Блант дізнався, що став батьком хлопчика. 
17 лютого 2016 року він отримав Гонорис кауза (звання почесного) доктора музичних наук з Бристольського університету.

## Дискографія

### Студійні альбоми
- Back to Bedlam (2004)
- All the Lost Souls (2007)
- Some Kind of Trouble (2010)
- Moon Landing (2013)

| Рік  | Назва | Позиції | Позиції | Позиції | Позиції | Позиції | Позиції | Позиції | Позиції | Позиції | Позиції | Позиції | Продажі                                                             |
| Рік  | Назва | U.S.    | UK      | IE      | FR      | AT      | DE      | IT      | NL      | BEL     | CH      | AU      | Продажі                                                             |
| ---- | --- | ------- | ------- | ------- | ------- | ------- | ------- | ------- | ------- | ------- | ------- | ------- | ------------------------------------------------------------------- |
| 2004 | Back to Bedlam - Випуск: 4 октября 2004 - Видавництво: Custard, Atlantic - Формат: CD, digital download      | 2       | 1       | 1       | 2       | 1       | 1       | 5       | 2       | 1       | 1       | 1       | - BPI certification: 10x platinum - RIAA certification: 2x platinum |
| 2007 | All the Lost Souls - Випуск: 17 вересня 2007 - Видавництво: Custard, Atlantic - Формат: CD, digital download | 7       | 1       | 1       | 1       | 1       | 1       | 1       | 2       | 4       | 1       | 1       | - BPI certification: 2x platinum - RIAA certification: Gold         |
| 2010 | Some Kind of Trouble - Випуск: 8 ноября 2010 - Видавництво: Custard, Atlantic - Формат: CD, digital download | -       | -       | -       | -       | -       | -       | -       | -       | -       | -       | -       | - Всього: - В США: - BPI certification: - RIAA certification:       |
| 2013 | Moon Landing - Випуск: жовтень 2013 - Видавництво: Custard, Atlantic - Формат: CD, digital download          | -       | -       | -       | -       | -       | -       | -       | -       | -       | -       | -       | - Всього: - В США: - BPI certification: - RIAA certification:       |

### Компіляції та концерти
| Рік  | Назва | Позиції | Позиції | Позиції | Позиції | Позиції | Позиції | Позиції | Позиції | Позиції | Позиції | Позиції | Продажі                        |
| Рік  | Назва | U.S.    | UK      | IE      | FR      | AT      | DE      | IT      | NL      | BEL     | CH      | AU      | Продажі                        |
| ---- | --- | ------- | ------- | ------- | ------- | ------- | ------- | ------- | ------- | ------- | ------- | ------- | ------------------------------ |
| 2006 | Chasing Time: The Bedlam Sessions[A] - Випуск: 21 лютого 2006 - Видавництво: Custard, Atlantic - Формат: CD/DVD | -       | 1       | -       | 8       | 1       | 1       | 1       | 17      | 1       | 2       | 1       | - У Великій Британії: 100 тис. |

## Група Джеймса Бланта
Наступні музиканти виступали з Блантом під час його туру "Moon Landing" у 2014 році.
- Карл Бразилія[en] (барабани, бек-вокал): 2004 - дотепер
- Бен Кастл[en] (гітара, бек-вокал): 2005 - дотепер
- Джон Гаррісон[en] (бас, гітара, бек-вокал): 2007 - дотепер
- Саймон Ле (барабани): 2014 рік - дотепер
- Крістофер Пембертон (клавішні, бек-вокал): 2014 рік - дотепер
- Мортен Хеллборн[da] (барабани): 2015

## Нагороди та номінації

### Grammy Awards
| Year | Nominee/work       | Award                                  | Result      |
| ---- | ------------------ | -------------------------------------- | ----------- |
| 2007 | Джеймс Блант       | Best New Artist                        | Номінований |
| 2007 | "You're Beautiful" | Record of the Year                     | Номінований |
| 2007 | "You're Beautiful" | Премія «Греммі» за найкращу пісню року | Номінований |
| 2007 | "You're Beautiful" | Best Male Pop Vocal Performance        | Номінований |
| 2007 | Back to Bedlam     | Best Pop Vocal Album                   | Номінований |

### 2005
- MTV Europe Music Awards – Найкращий виступ
- Q Awards – Найкращий виступ
- Digital Music Awards – Найкращий поп-виступ

### 2006
- NRJ Music Awards (France) – Best International Newcomer
- BRIT Awards – Best pop act and Best Male Vocalist
- ECHO Awards (Germany) – Best International Newcomer
- Нагорода журналу New Musical Express – Worst Album
- MTV Australia Video Music Awards[en] – Song of the Year for You're Beautiful[en]
- Нагорода Айвор Новелло – Most Performed Work and International Hit of the Year
- MTV Video Music Awards – Best Male Video and Best Cinematography
- World Music Awards – Best New Artist in the World and Biggest Selling British Artist in the World
- Teen Choice Awards (United States) – Choice Music Male Artist
- Premios 40 Principales[en] – Mejor Artista Revelación Internacional (Nominated)

### 2007
- IFPI Hong Kong Top Sales Music Awards – Top 10 Best Selling Foreign Albums All the Lost Souls[en]

### 2008
- Премія ЕХО (Germany) – Best International Male Artist

### 2010
- Virgin Media Music Awards – The Hottes

### 2011
- Elele Magazine Teen Idol of Turkey 2011

### 2014
- NME Awards for Best Band Blog or Twitter (nominated)

### 2016
- Honorary doctorate from the University of Bristol